# Баранов Андрей("Sanchez")
1глава:
Андрей баранов(a7ndreas)
Родился в городе "Новопавловск,Ставропольский край"
Известен как "Sanshez"
В детстве был трудным ребёнком,много плакал,кричал,обижался.Занимался самбо(2 месяца).С 16 лет проктиковал куни

Закончил 9 классов,поступил в шарагу,в городе Новопавловск,на автомеханика.Отучлся все курсы (1год ,10 месяцев)после чего решил что он бродяга,и не интересуеться жизнью простых смертных!
Он выбрал жить как бродяга,и уже с 18 лет начил жить как бродяга.В 18 поехал в Краснодарский край.Там познакомился с девушкой,и хотел провести с ней ночь,но как оказалось она забыла про него,и уехала с другими в клуб,после чего Андрей сильно обиделся и сказал что до 30 лет не будет искать себе жену(только будет протиковать кунилингус)
Глава 1 подходит к концу,хочу поблагодарить всех,кто прочитал!
Всем удачи!